# Anna Cicholska
Anna Ewa Cicholska z domu Sarnowska (ur. 7 lutego 1962  w Ciechanowie) – polska polityk, nauczycielka i samorządowiec, posłanka na Sejm VIII, IX i X kadencji (od 2015).

## Życiorys
Absolwentka chemii na Uniwersytecie Mikołaja Kopernika w Toruniu, odbyła studia podyplomowe z zakresu fizyki i astronomii na Uniwersytecie Warszawskim. Zawodowo związana z oświatą, objęła stanowisko dyrektorki Gminnego Zespołu Szkół w Regiminie.
W 1998 nieskutecznie ubiegała się o mandat radnej powiatu ciechanowskiego z listy Akcji Wyborczej Solidarność. Zaangażowała się w działalność polityczną w ramach Prawa i Sprawiedliwości, weszła w skład powiatowych władz tego ugrupowania. W 2006 bez powodzenia kandydowała na radną powiatu. W 2010 i 2014 była wybierana na radną powiatu ciechanowskiego. W 2014 bezskutecznie ubiegała się o mandat eurodeputowanej.
W 2015 kandydowała do Sejmu w okręgu płockim, otrzymując 5387 głosów, co stanowiło 7. wynik wśród kandydatów PiS, któremu przypadło 6 mandatów. Została jednak posłanką w związku z rezygnacją Józefa Grzegorza Kurka z zasiadania w parlamencie, złożoną jeszcze przed rozpoczęciem VIII kadencji Sejmu. W wyborach w 2019 i 2023 z powodzeniem ubiegała się o poselską reelekcję, otrzymując odpowiednio 13 133 głosy oraz 19 074 głosy. W 2024 z ramienia PiS bez powodzenia kandydowała w wyborach do Parlamentu Europejskiego z okręgu nr 5.

## Wyniki w wyborach ogólnopolskich
| Wybory | Komitet wyborczy                | Komitet wyborczy       | Organ                              | Okręg          | Wynik        |
| ------ | ------------------------------- | ---------------------- | ---------------------------------- | -------------- | ------------ |
| 2014   |                                 | Prawo i Sprawiedliwość | Parlament Europejski VIII kadencji | nr 5           | 2506 (0,64%) |
| 2015   | Sejm VIII kadencji              | Prawo i Sprawiedliwość | nr 16                              | 5387 (1,79%)   |              |
| 2019   | Sejm IX kadencji                | Prawo i Sprawiedliwość | nr 16                              | 13 133 (3,54%) |              |
| 2023   | Sejm X kadencji                 | Prawo i Sprawiedliwość | nr 16                              | 19 074 (4,31%) |              |
| 2024   | Parlament Europejski X kadencji | Prawo i Sprawiedliwość | nr 5                               | 8606 (1,20%)   |              |